# Antheua cinerea
Antheua cinerea är en fjärilsart som beskrevs av Walker 1855. Antheua cinerea ingår i släktet Antheua och familjen tandspinnare. Inga underarter finns listade i Catalogue of Life.